# Bashkim Ameti
Bashkim Ameti (mac. Башким Амети; ur. 24 marca 1983 w Glumowie) – północnomacedoński prawnik i polityk pochodzenia albańskiego, w latach 2016–2017 minister środowiska i planowania przestrzennego.

## Życiorys
W 2007 roku ukończył studia prawnicze na Uniwersytecie Europy Południowo-Wschodniej w Tetowie, następnie zdał egzamin adwokacki. Pracował w jednej z macedońskich kancelarii prawnych, w 2013 roku należał do rady miasta Skopje. 16 stycznia 2016 roku objął funkcję ministra środowiska i planowania przestrzennego, pełnią ją do 1 czerwca 2017 roku.
Deklaruje znajomość języków albańskiego, angielskiego oraz macedońskiego.